# Herlev
Herlev é um município da Dinamarca, localizado na região oriental, no condado de Copenhaga.
O município tem uma área de 12 km² e uma  população de 27 365 habitantes, segundo o censo de 2003.